# Olympische Sommerspiele 2016/Radsport – Keirin (Männer)
Das Keirinrennen der Männer bei den Olympischen Spielen 2016 in Rio de Janeiro fand am 16. August 2016 im Velódromo Municipal do Rio statt.
Olympiasieger wurde der Brite Jason Kenny. Die Silbermedaille gewann Matthijs Büchli aus den Niederlanden und Bronze sicherte sich Azizulhasni Awang aus Malaysia.

## Ergebnisse

### 1. Runde
Die zwei Bestplatzierten von jedem Lauf qualifizierten sich direkt für das Halbfinale, die übrigen Fahrer hatte die Möglichkeit, sich über den Hoffnungslauf für die zweite Runde zu qualifizieren.

#### Lauf 1
| Rang | Athletin           | Nation       | Defizit | Anm. |
| ---- | ------------------ | ------------ | ------- | ---- |
| 1    | Michaël D’Almeida  | Frankreich   |         | Q    |
| 2    | Joachim Eilers     | Deutschland  | +0,123  | Q    |
| 3    | Theo Bos           | Niederlande  | +0,387  |      |
| 4    | Christos Volikakis | Griechenland | +0,467  |      |
| 5    | Patrick Constable  | Australien   | +0,637  |      |
| 6    | Im Chae-bin        | Südkorea     | +0,859  |      |

#### Lauf 2
| Rang | Athletin          | Nation     | Defizit | Anm. |
| ---- | ----------------- | ---------- | ------- | ---- |
| 1    | Damian Zieliński  | Polen      |         | Q    |
| 2    | Matthew Glaetzer  | Australien | +0,033  | Q    |
| 3    | Kang Dong-jin     | Südkorea   | +0,063  |      |
| 4    | Edward Dawkins    | Neuseeland | +0,076  |      |
| 5    | Kazunari Watanabe | Japan      | +0,155  |      |
| 6    | Pavel Kelemen     | Tschechien | +0,214  |      |
| 7    | Denis Dmitrijew   | Russland   | REL     |      |

#### Lauf 3
| Rang | Athletin          | Nation         | Defizit | Anm. |
| ---- | ----------------- | -------------- | ------- | ---- |
| 1    | Sam Webster       | Neuseeland     |         | Q    |
| 2    | Matthijs Büchli   | Niederlande    | +0,034  | Q    |
| 3    | François Pervis   | Frankreich     | +0,035  |      |
| 4    | Krzysztof Maksel  | Polen          | +0,378  |      |
| 5    | Azizulhasni Awang | Malaysia       | +0,484  |      |
| 6    | Callum Skinner    | Großbritannien | +1,069  |      |
| 7    | Ángel Pulgar      | Venezuela      | REL     |      |

#### Lauf 4
| Rang | Athletin          | Nation             | Defizit | Anm. |
| ---- | ----------------- | ------------------ | ------- | ---- |
| 1    | Jason Kenny       | Großbritannien     |         | Q    |
| 2    | Fabián Puerta     | Kolumbien          | +0,014  | Q    |
| 3    | Maximilian Levy   | Deutschland        | +0,103  |      |
| 4    | Hugo Barrette     | Kanada             | +0,110  |      |
| 5    | Matthew Baranoski | Vereinigte Staaten | +0,237  |      |
| 6    | Yūta Wakimoto     | Japan              | +0,345  |      |
| 7    | Hersony Canelón   | Venezuela          | +0,986  |      |

### Hoffnungsläufe 1. Runde
Die Sieger eines jeden Laufs qualifizierten sich für das Halbfinale.

#### Lauf 1
| Rang | Athletin          | Nation      | Defizit | Anm. |
| ---- | ----------------- | ----------- | ------- | ---- |
| 1    | Azizulhasni Awang | Malaysia    |         | Q    |
| 2    | Hugo Barrette     | Kanada      | +0,038  |      |
| 3    | Theo Bos          | Niederlande | +0,079  |      |
| 4    | Pavel Kelemen     | Tschechien  | +0,180  |      |

#### Lauf 2
| Rang | Athletin          | Nation    | Defizit | Anm. |
| ---- | ----------------- | --------- | ------- | ---- |
| 1    | Krzysztof Maksel  | Polen     |         | Q    |
| 2    | Im Chae-bin       | Südkorea  | +0,047  |      |
| 3    | Kang Dong-jin     | Südkorea  | +0,123  |      |
| 4    | Kazunari Watanabe | Japan     | +0,485  |      |
| 5    | Hersony Canelón   | Venezuela | +1,237  |      |

#### Lauf 3
| Rang | Athletin          | Nation     | Defizit | Anm. |
| ---- | ----------------- | ---------- | ------- | ---- |
| 1    | François Pervis   | Frankreich |         | Q    |
| 2    | Yūta Wakimoto     | Japan      | +0,075  |      |
| 3    | Edward Dawkins    | Neuseeland | +0,114  |      |
| 4    | Ángel Pulgar      | Venezuela  | +0,378  |      |
| 5    | Patrick Constable | Australien | +1,090  |      |

#### Lauf 4
| Rang | Athletin           | Nation             | Defizit | Anm. |
| ---- | ------------------ | ------------------ | ------- | ---- |
| 1    | Christos Volikakis | Griechenland       |         | Q    |
| 2    | Denis Dmitrijew    | Russland           | +0,066  |      |
| 3    | Matthew Baranoski  | Vereinigte Staaten | +0,640  |      |
| 4    | Maximilian Levy    | Deutschland        | +1,277  |      |
| 5    | Callum Skinner     | Großbritannien     | REL     |      |

### Halbfinale
Die besten drei Athleten eines jeden Halbfinallaufs qualifizierten sich für das Finale. Die übrigen Athleten fuhren um die Plätze sieben bis zwölf.

#### Lauf 1
| Rang | Athletin           | Nation         | Defizit | Anm. |
| ---- | ------------------ | -------------- | ------- | ---- |
| 1    | Jason Kenny        | Großbritannien |         | Q    |
| 2    | Matthijs Büchli    | Niederlande    | +0,261  | Q    |
| 3    | Azizulhasni Awang  | Malaysia       | +0,271  | Q    |
| 4    | Matthew Glaetzer   | Australien     | +0,325  |      |
| 5    | Christos Volikakis | Griechenland   | +0,482  |      |
| 6    | Michaël D’Almeida  | Frankreich     | +1,088  |      |

#### Lauf 2
| Rang | Athletin         | Nation      | Defizit | Anm. |
| ---- | ---------------- | ----------- | ------- | ---- |
| 1    | Joachim Eilers   | Deutschland |         | Q    |
| 2    | Damian Zieliński | Polen       | +0,071  | Q    |
| 3    | Fabián Puerta    | Kolumbien   | +0,073  | Q    |
| 4    | Krzysztof Maksel | Polen       | +0,130  |      |
| 5    | François Pervis  | Frankreich  | +0,137  |      |
| 6    | Sam Webster      | Neuseeland  | +1,524  |      |

### Finale

#### Finale (Plätze 7–12)

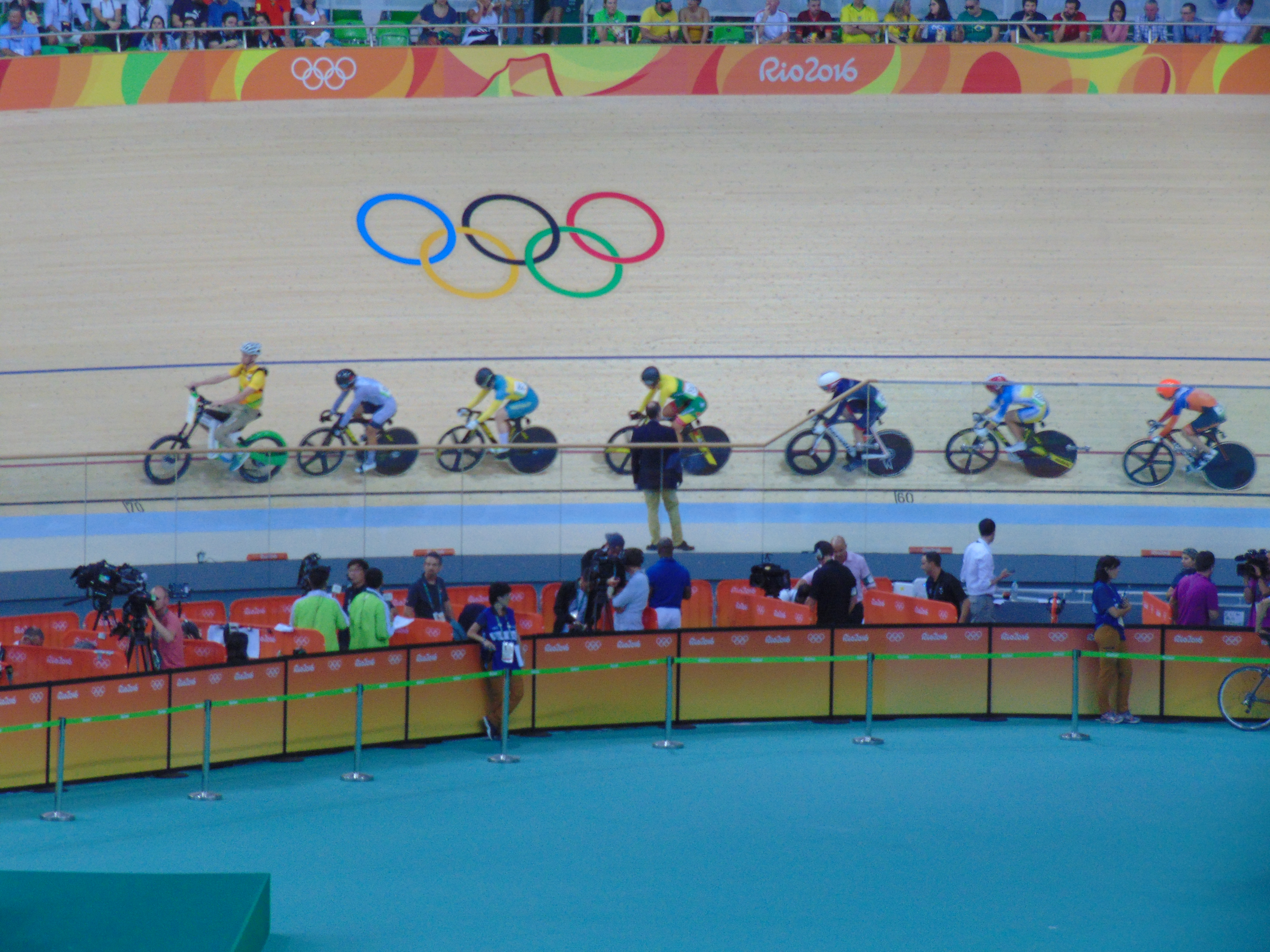
Finale Platz 7–12

| Rang | Athletin           | Nation       | Defizit | Anm. |
| ---- | ------------------ | ------------ | ------- | ---- |
| 7    | Sam Webster        | Neuseeland   |         |      |
| 8    | Michaël D’Almeida  | Frankreich   | +0,009  |      |
| 9    | Krzysztof Maksel   | Polen        | +0,107  |      |
| 10   | Matthew Glaetzer   | Australien   | +0,322  |      |
| 11   | François Pervis    | Frankreich   | +0,406  |      |
| 12   | Christos Volikakis | Griechenland | +0,514  |      |

#### Finale (Plätze 1–6)
| Rang | Athletin          | Nation         | Zeit (min) | Anm. |
| ---- | ----------------- | -------------- | ---------- | ---- |
| 1    | Jason Kenny       | Großbritannien |            |      |
| 2    | Matthijs Büchli   | Niederlande    | +0,040     |      |
| 3    | Azizulhasni Awang | Malaysia       | +0,085     |      |
| 4    | Joachim Eilers    | Deutschland    | +0,110     |      |
| 5    | Fabián Puerta     | Kolumbien      | +0,113     |      |
| 6    | Damian Zieliński  | Polen          | +0,594     |      |